# Lynn (Arkansas)
Lynn es un pueblo ubicado en el condado de Lawrence en el estado estadounidense de Arkansas. En el Censo de 2010 tenía una población de 288 habitantes y una densidad poblacional de 46,31 personas por km².

## Geografía
Lynn se encuentra ubicado en las coordenadas 36°0′16″N 91°15′6″O / 36.00444, -91.25167. Según la Oficina del Censo de los Estados Unidos, Lynn tiene una superficie total de 6.22 km², de la cual 6.22 km² corresponden a tierra firme y (0%) 0 km² es agua.

## Demografía
Según el censo de 2010, había 288 personas residiendo en Lynn. La densidad de población era de 46,31 hab./km². De los 288 habitantes, Lynn estaba compuesto por el 100% blancos, el 0% eran afroamericanos, el 0% eran amerindios, el 0% eran asiáticos, el 0% eran isleños del Pacífico, el 0% eran de otras razas y el 0% pertenecían a dos o más razas. Del total de la población el 3.47% eran hispanos o latinos de cualquier raza.